# Eleições legislativas regionais nos Açores em 2024
As eleições legislativas regionais nos Açores em 2024, também designadas por eleições para a Assembleia Legislativa da Região Autónoma dos Açores, realizaram-se em 4 de fevereiro para determinar a composição da assembleia que renovará todos os seus 57 membros.
Estas eleições foram convocadas na sequência da rejeição, pela Assembleia Legislativa dos Açores, do orçamento regional para 2024, apresentado pelo XIII Governo Regional, o que teve como consequência a dissolução da Assembleia Legislativa, decidida pelo presidente da República Marcelo Rebelo de Sousa, e a convocação de eleições regionais antecipadas para 4 de fevereiro, antecipando em alguns meses a realização das mesmas, cuja data inicialmente prevista era para entre setembro e outubro de 2024.
O XIII Governo Regional havia sido formado através de coligação entre o Partido Social Democrata (PPD/PSD), o CDS – Partido Popular (CDS–PP) e o Partido Popular Monárquico (PPM), com acordos parlamentares firmados com o Chega (CH) e a Iniciativa Liberal (IL). Em março de 2023, a IL e o deputado independente Carlos Furtado (ex-CH) anunciaram o fim do acordo parlamentar que tinham assinado com o PPD/PSD, alegando incumprimentos por parte do governo, e o governo perdeu a maioria parlamentar.

## Partidos
Os partidos ou coligações concorrentes às eleições para a Assembleia Legislativa da Região Autónoma dos Açores são os seguintes:

### Com representação parlamentar
| Partidos | Partidos           | Partidos | Ideologia                                                       | Líder                | Eleição anterior | Eleição anterior    | Lugares à dissolução |
| Partidos | Partidos           | Partidos | Ideologia                                                       | Líder                | %                | Lugares             | Lugares à dissolução |
| -------- | ------------------ | --- | --------------------------------------------------------------- | -------------------- | ---------------- | ------------------- | -------------------- |
|          | PS                 | Partido Socialista                                                                                                   | Social-democracia                                               | Vasco Cordeiro       | 39.1%            | 25 / 57             | 25 / 57              |
|          | PPD/PSD.CDS-PP.PPM | PSD/CDS/PPM - Partido Social Democrata (PPD/PSD) - CDS – Partido Popular (CDS–PP) - Partido Popular Monárquico (PPM) | Conservadorismo liberal Democracia cristã Liberalismo económico | José Manuel Bolieiro | 33.7% 5.5% 2.4%  | 21 / 573 / 572 / 57 | 21 / 573 / 572 / 57  |
|          | CH                 | Chega | Nacionalismo Português Populismo de direita                     | José Pacheco         | 5.1%             | 2 / 57              | 1 / 57               |
|          | B.E.               | Bloco de Esquerda | Socialismo democrático                                          | António Lima         | 3.8%             | 2 / 57              | 2 / 57               |
|          | IL                 | Iniciativa Liberal                                                                                                   | Liberalismo clássico Liberalismo económico                      | Nuno Barata          | 1.9%             | 1 / 57              | 1 / 57               |
|          | PAN                | Pessoas–Animais–Natureza                                                                                             | Ambientalismo                                                   | Pedro Neves          | 1.9%             | 1 / 57              | 1 / 57               |
|          | JPP                | Juntos pelo Povo | Regionalismo                                                    | Carlos Furtado       | Não concorreu    | Não concorreu       | 1 / 57               |

### Sem representação parlamentar
| Partidos | Partidos    | Partidos | Ideologia                                    | Líder                 |
| -------- | ----------- | --- | -------------------------------------------- | --------------------- |
|          | PCP–PEV     | CDU – Coligação Democrática Unitária - Partido Comunista Português (PCP) - Partido Ecologista "Os Verdes" (PEV) | Marxismo-leninismo                           | Marco Varela          |
|          | L           | Livre | Ecossocialismo Progressismo                  | José Manuel Azevedo   |
|          | MPT–ALIANÇA | Alternativa 21 - Partido da Terra (MPT) - Aliança (A)                                                           | Conservadorismo verde Conservadorismo social | José Olívio Arranhado |
|          | ADN         | Alternativa Democrática Nacional                                                                                | Tradicionalismo Anti-establishment           | Rui Matos             |

## Sistema eleitoral
O parlamento regional dos Açores elege um máximo de 57 membros através de um sistema proporcional no qual as nove ilhas elegem um número de deputados proporcional ao número de eleitores registados sendo adicionalmente cinco membros eleitos por um círculo eleitoral de compensação. A distribuição à altura dos deputados por círculo eleitoral:
| Grupo constituinte | Total | Eleitores |
| ------------------ | ----- | --------- |
| Corvo              | 2     | 355       |
| Faial              | 4     | 12 998    |
| Flores             | 3     | 3 080     |
| Graciosa           | 3     | 3 868     |
| Pico               | 4     | 13 082    |
| Santa Maria        | 3     | 5 199     |
| São Jorge          | 3     | 8 707     |
| São Miguel         | 20    | 128 778   |
| Terceira           | 10    | 53 043    |
| Compensação        | 5     |           |
| Total              | 57    | 229 830   |

## Debates

### Debates entre cabeças de lista por círculo eleitoral
Os debates entre partidos foram transmitidos pela RTP Açores no programa Regionais 2024 | Debates.
| Debates entre cabeças de lista por círculo eleitoral | Debates entre cabeças de lista por círculo eleitoral | Debates entre cabeças de lista por círculo eleitoral | Debates entre cabeças de lista por círculo eleitoral | Debates entre cabeças de lista por círculo eleitoral | Debates entre cabeças de lista por círculo eleitoral | Debates entre cabeças de lista por círculo eleitoral | Debates entre cabeças de lista por círculo eleitoral | Debates entre cabeças de lista por círculo eleitoral | Debates entre cabeças de lista por círculo eleitoral | Debates entre cabeças de lista por círculo eleitoral | Debates entre cabeças de lista por círculo eleitoral | Debates entre cabeças de lista por círculo eleitoral | Debates entre cabeças de lista por círculo eleitoral | Debates entre cabeças de lista por círculo eleitoral |                 |   |   |   |
| Data                                                 | Emissora                                             | Moderador                                            | Ilha                                                 | Nome Presente A Ausente N Não Convidado              | Nome Presente A Ausente N Não Convidado              | Nome Presente A Ausente N Não Convidado              | Nome Presente A Ausente N Não Convidado              | Nome Presente A Ausente N Não Convidado              | Nome Presente A Ausente N Não Convidado              | Nome Presente A Ausente N Não Convidado              | Nome Presente A Ausente N Não Convidado              | Nome Presente A Ausente N Não Convidado              | Nome Presente A Ausente N Não Convidado              | Nome Presente A Ausente N Não Convidado              |                 |   |   |   |
| Data                                                 | Emissora                                             | Moderador                                            | Ilha                                                 | PS                                                   | PPD/PSD.CDS-PP.PPM                                   | CH                                                   | B.E.                                                 | IL                                                   | PAN                                                  | JPP                                                  | PCP–PEV                                              | MPT–ALIANÇA                                          | L                                                    | ADN                                                  |                 |   |   |   |
| ---------------------------------------------------- | ---------------------------------------------------- | ---------------------------------------------------- | ---------------------------------------------------- | ---------------------------------------------------- | ---------------------------------------------------- | ---------------------------------------------------- | ---------------------------------------------------- | ---------------------------------------------------- | ---------------------------------------------------- | ---------------------------------------------------- | ---------------------------------------------------- | ---------------------------------------------------- | ---------------------------------------------------- | ---------------------------------------------------- | --------------- | - | - | - |
| Data                                                 | Emissora                                             | Moderador                                            | Ilha                                                 | 11 de janeiro                                        | RTP Açores                                           | João Simas                                           | Corvo                                                | Lubélio Mendonça                                     | Paulo Estevão                                        | A                                                    | A                                                    | —                                                    | A                                                    | —                                                    | Durval Mendonça | — | A | A |
| 12 de janeiro                                        | Flores                                               | José Gabriel Eduardo                                 | Bruno Belo                                           | José Sousa                                           | RTP Açores                                           | João Simas                                           | A                                                    | A                                                    | Bruno Correia                                        | Luísa Corvelo                                        | A                                                    | —                                                    | A                                                    |                                                      |                 | — |   |   |
| 13 de janeiro                                        | Graciosa                                             | José Ávila                                           | João Bruto da Costa                                  | A                                                    | RTP Açores                                           | João Simas                                           | Ricardo Toste                                        | A                                                    | A                                                    | —                                                    |                                                      | A                                                    | A                                                    |                                                      |                 | — |   |   |
| 14 de janeiro                                        | Santa Maria                                          | João Vasco Costa                                     | Carlos Rodrigues                                     | A                                                    | RTP Açores                                           | João Simas                                           | Pedro Amaral                                         | Rui Braga Chaves                                     | A                                                    | João Martins                                         | Ana Loura                                            | A                                                    | A                                                    | A                                                    |                 |   |   |   |
| 15 de janeiro                                        | São Jorge                                            | Maria Isabel Teixeira                                | Catarina Cabeceiras                                  | Valdemar Furtado                                     | RTP Açores                                           | João Simas                                           | Eugénio Viana                                        | Vasco Pinto                                          | A                                                    | —                                                    | António Salgado Almeida                              | —                                                    | A                                                    | A                                                    |                 |   |   |   |
| 16 de janeiro                                        | Faial                                                | João Castro                                          | Luís Garcia                                          | A                                                    | RTP Açores                                           | João Simas                                           | Aurora Ribeiro                                       | Luís Gonzaga Sousa                                   | Alexandre Dias                                       | A                                                    | Paula Decq Mota                                      | —                                                    | A                                                    | A                                                    |                 |   |   |   |
| 17 de janeiro                                        | Pico                                                 | Mário Tomé                                           | José António Soares                                  | Francisco Dutra                                      | RTP Açores                                           | João Simas                                           | Daniela Silveira                                     | Marco Rosa                                           | Helena Amaral                                        | —                                                    | Paulo Correia                                        | —                                                    | A                                                    | A                                                    |                 |   |   |   |
| 18 de janeiro                                        | Terceira                                             | Andreia Cardoso                                      | António Ventura                                      | Francisco Lima                                       | RTP Açores                                           | João Simas                                           | Alexandra Manes                                      | Pedro Ferreira                                       | Frederico Ferreira                                   | Roberto Pires                                        | A                                                    | —                                                    | Nuno Rolo                                            | A                                                    |                 |   |   |   |
| 19 de janeiro                                        | São Miguel                                           | Vasco Cordeiro                                       | José Manuel Bolieiro                                 | José Pacheco                                         | RTP Açores                                           | João Simas                                           | António Lima                                         | Nuno Barata                                          | Pedro Neves                                          | Carlos Furtado                                       | Rui Teixeira                                         | —                                                    | José Azevedo                                         | Rui Matos                                            |                 |   |   |   |

### Debates entre líderes partidários
O debate entre os líderes dos partidos foi transmitido pela RTP Açores no programa Regionais 2024 | O Debate.
| Debates entre líderes partidários | Debates entre líderes partidários | Debates entre líderes partidários | Debates entre líderes partidários       | Debates entre líderes partidários       | Debates entre líderes partidários       | Debates entre líderes partidários       | Debates entre líderes partidários       | Debates entre líderes partidários       | Debates entre líderes partidários       | Debates entre líderes partidários       | Debates entre líderes partidários       | Debates entre líderes partidários       | Debates entre líderes partidários       |   |              |           |
| Data                              | Emissora                          | Moderador                         | Nome Presente A Ausente N Não Convidado | Nome Presente A Ausente N Não Convidado | Nome Presente A Ausente N Não Convidado | Nome Presente A Ausente N Não Convidado | Nome Presente A Ausente N Não Convidado | Nome Presente A Ausente N Não Convidado | Nome Presente A Ausente N Não Convidado | Nome Presente A Ausente N Não Convidado | Nome Presente A Ausente N Não Convidado | Nome Presente A Ausente N Não Convidado | Nome Presente A Ausente N Não Convidado |   |              |           |
| Data                              | Emissora                          | Moderador                         | PS                                      | PPD/PSD.CDS-PP.PPM                      | CH                                      | B.E.                                    | IL                                      | PAN                                     | JPP                                     | PCP-PEV                                 | MPT–ALIANÇA                             | L                                       | ADN                                     |   |              |           |
| --------------------------------- | --------------------------------- | --------------------------------- | --------------------------------------- | --------------------------------------- | --------------------------------------- | --------------------------------------- | --------------------------------------- | --------------------------------------- | --------------------------------------- | --------------------------------------- | --------------------------------------- | --------------------------------------- | --------------------------------------- | - | ------------ | --------- |
| Data                              | Emissora                          | Moderador                         | 21 de janeiro                           | RTP Açores                              | João Simas                              | Vasco Cordeiro                          | José Manuel Bolieiro                    | A                                       | António Lima                            | Nuno Barata                             | Pedro Neves                             | Carlos Furtado                          | Marco Varela                            | A | José Azevedo | Rui Matos |

## Sondagens
| Empresa de sondagens | Data de amostragem | Amostra | Abstenção | PS        | Aliança Democrática 2024 (Portugal) logo.png | Aliança Democrática 2024 (Portugal) logo.png | Aliança Democrática 2024 (Portugal) logo.png | CH       | B.E.     | IL       | PAN      | PCP–PEV | O.    | V.  |       |             |             |             |             |          |         |         |         |         |  |   |
| Empresa de sondagens | Data de amostragem | Amostra | Abstenção | PS        | PPD/PSD                                      | CDS–PP                                       | PPM                                          | CH       | B.E.     | IL       | PAN      | PCP–PEV | O.    | V.  |       |             |             |             |             |          |         |         |         |         |  |   |
| -------------------- | ------------------ | ------- | --------- | --------- | -------------------------------------------- | -------------------------------------------- | -------------------------------------------- | -------- | -------- | -------- | -------- | ------- | ----- | --- | ----- | ----------- | ----------- | ----------- | ----------- | -------- | ------- | ------- | ------- | ------- |  | - |
| Empresa de sondagens | Data de amostragem | Amostra | Abstenção | PS        | CESOP-UCP                                    | 4 fev. 2024                                  | 9,475                                        | CH       | B.E.     | IL       | PAN      | PCP–PEV | O.    | V.  | 44–50 | 32–37 19/25 | 40-45 25/31 | 40-45 25/31 | 40-45 25/31 | 8–11 4/8 | 1–3 0/1 | 1–3 0/1 | 1–3 0/1 | 1–3 0/1 |  | 8 |
| Empresa de sondagens | Data de amostragem | Amostra | Abstenção | CESOP–UCP | 27–28 jan. 2024                              | 2,297                                        | —                                            | 39 23/27 | 36 22/26 | 36 22/26 | 36 22/26 | 9 3/5   | O.    | V.  | 3 0/2 | 2 0/1       | 2 0/1       | 2 0/1       | 7 0         | 3        |         |         |         |         |  |   |
| Aximage              | 18–24 jan. 2024    | 411     | —         | 38.6      | 42.2                                         | 42.2                                         | 42.2                                         | 7.3      | 2.2      | 1.6      | 2.2      | 1.4     | 4.4   | 3.6 |       |             |             |             |             |          |         |         |         |         |  |   |
| Eleições em 2020     | 25 out. 2020       | —       | 45.4      | 39.1 25   | 33.7 21                                      | 5.5 3                                        | 2.4 2                                        | 5.1 2    | 3.8 2    | 1.9 1    | 1.9 1    | 1.7 0   | 4.9 0 | 5.4 |       |             |             |             |             |          |         |         |         |         |  |   |

## Resultados
| Partido                                                                            | Partido                                  | Votos   | %               | +/-  | Deputados | +/-     |
| ---------------------------------------------------------------------------------- | ---------------------------------------- | ------- | --------------- | ---- | --------- | ------- |
|                                                                                    | PSD/CDS/PPM (a)                          | 48 668  | 42,08 / 100,00  | 0,38 | 26 / 57   | Estável |
|                                                                                    | Partido Socialista                       | 41 538  | 35,91 / 100,00  | 3,22 | 23 / 57   | 2       |
|                                                                                    | Chega                                    | 10 626  | 9,19 / 100,00   | 4,13 | 5 / 57    | 3       |
|                                                                                    | Bloco de Esquerda                        | 2 936   | 2,54 / 100,00   | 1,27 | 1 / 57    | 1       |
|                                                                                    | Iniciativa Liberal                       | 2 482   | 2,15 / 100,00   | 0,22 | 1 / 57    | Estável |
|                                                                                    | Pessoas–Animais–Natureza                 | 1 907   | 1,65 / 100,00   | 0,28 | 1 / 57    | Estável |
|                                                                                    | CDU – Coligação Democrática Unitária (b) | 1 823   | 1,58 / 100,00   | 0,10 | 0 / 57    | Estável |
|                                                                                    | Livre                                    | 735     | 0,64 / 100,00   | 0,29 | 0 / 57    | Estável |
|                                                                                    | Juntos pelo Povo                         | 625     | 0,54 / 100,00   | Novo | 0 / 57    | Novo    |
|                                                                                    | Alternativa Democrática Nacional         | 381     | 0,33 / 100,00   | Novo | 0 / 57    | Novo    |
|                                                                                    | Alternativa 21 (c)                       | 4       | 0,00 / 100,00   | 0,56 | 0 / 57    | Estável |
| Votos inválidos                                                                    | Votos inválidos                          | 3 937   | 3,40 / 100,00   | 0,32 |           |         |
| Total                                                                              | Total                                    | 115 662 | 100,00 / 100,00 |      | 57 / 57   |         |
| Eleitorado/Participação                                                            | Eleitorado/Participação                  | 229 830 | 50,33 / 100,00  | 4,92 |           |         |
| (a) Coligação eleitoral ad hoc entre PPD/PSD, CDS-PP e PPM com o nome PSD/CDS/PPM. |                                          |         |                 |      |           |         |
| (b) Coligação permanente entre PCP e PEV.                                          |                                          |         |                 |      |           |         |
| (c) Coligação eleitoral ad hoc entre MPT e A com o nome Alternativa 21.            |                                          |         |                 |      |           |         |